# Cameron Brown
Cameron Brown (Auckland, 20 juni 1972) is een Nieuw-Zeelands triatleet, hij stond viermaal op het podium van de Ironman Hawaï, maar wist nimmer de wedstrijd te winnen. Wel wist hij de Ironman New Zealand vijfmaal op rij te winnen.
Brown begon met triatlons in 1987.  Tijdens deze wedstrijd raakte hij zo uitgedroogd waardoor hij de volgende dag spijbelde van school. Zijn eerste succes boekte hij in 1992 met het winnen van een zilveren medaille op het WK junioren. Hierna schreef hij verschillende ironmans op zijn naam, zoals de Ironman New Zealand (5x) en de Ironman Germany (1x).

## Titels
- Nieuw-Zeelands triatlon kampioen sprintafstand - 1995, 1997, 1998, 2006
- Nieuw-Zeelands triatlon kampioen Ironman-afstand - 2007

## Belangrijkste prestaties

### triatlon
- 1992:  WK junioren in Huntsville - 1:56.07
- 1999:  Ironman New Zealand - 8:32.54
- 1999:  Ironman USA Lake Placid - 9:09.14
- 1999: 5e WK lange afstand in Säter - 5:51.29
- 2000:  Ironman New Zealand - 8:26.45
- 2000:  Ironman USA Lake Placid - 8:58.31
- 2000: 15e WK lange afstand in Nice - 6:38.29
- 2000: 26e Ironman Hawaï - 8:58.04
- 2001:  Ironman New Zealand - 8:24.28
- 2001:  Ironman Europe in Roth
- 2001:  Ironman Germany - 8:25.58
- 2001:  Ironman Hawaï - 8:46.10
- 2002:  Ironman New Zealand - 8:32.54
- 2002: 9e Ironman 70.3 California - 3:56.59
- 2002:  Quelle Challenge Roth - 8:21.29
- 2002:  Ironman Hawaï - 8:35.34
- 2003:  Ironman New Zealand - 8:22.05
- 2003: 6e Wildflower Long Course - 4:14.13
- 2003:  Iromman Germany - 8:15.51
- 2003:  Ironman Hawaï - 8:30.08
- 2004:  Ironman New Zealand - 8:30.30
- 2004: 4e Ironman 70.3 St. Croix - 4:18.17
- 2004: 6e Florida Half Ironman - 3:57.51
- 2004:  Ironman Germany - 8:15.51
- 2004: 34e Ironman Hawaï - 9:32.45
- 2005:  Ironman Germany - 8:28.39
- 2005:  Ironman New Zealand - 8:20.15
- 2005:  Ironman Hawaï - 8:19.36
- 2006:  Ironman Germany - 8:13.39
- 2006:  Ironman New Zealand - 8:31.45
- 2006: 8e Ironman Hawaï - 8:25.22
- 2007:  Ironman New Zealand - 8:26.33
- 2007: DNF Ironman Hawaï
- 2008: 4e Ironman Germany - 8:08.29
- 2008:  Ironman New Zealand - 8:24.49
- 2008: 5e Ironman Hawaï - 8:26.17
- 2009:  Ironman New Zealand - 8:18.05
- 2009: 8e Ironman 70.3 Buffalo Springs Lake - 4:12.52
- 2009:  Ironman 70.3 Rhode Island - 3:54.53
- 2009: 22e Ironman Hawaï - 8:53.41